# Nuuk
Nuuk ([nuːk]ⓘ, duń. Nuuk, daw. Godthåb) – stolica i największe miasto Grenlandii. Miasto jest położone w południowo-zachodniej części wyspy, nad Cieśniną Davisa, ok. 250 km na południe od koła podbiegunowego.
Port handlowy i rybacki. Zakłady przemysłu spożywczego-przetwórstwo ryb; niewielka stocznia oraz port lotniczy. Ośrodek gospodarczy, kulturalny i naukowy wyspy. Znajduje się tu centrum handlowe Nuuk Center. W mieście jest też nieczynna skocznia narciarska Ravnebakken o punkcie konstrukcyjnym wynoszącym 30 m.

## Położenie
Nuuk jest stolicą Grenlandii i siedzibą gminy Sermersooq. Należy do dystryktu Nuuk. Leży na południowo-zachodnim wybrzeżu Grenlandii, nad Cieśniną Davisa, przy ujściu fiordu Godthåb. Najwyżej położony budynek w mieście leży na wysokości 100 m.
Miasto jest podzielone na cztery dzielnice:
- Nuuk – 8 496 mieszkańców
- Nuussuaq – 3 083 mieszkańców
- Quassussuup Tungaa – 4 442 mieszkańców
- Qinngorput – 2 958 mieszkańców

## Historia

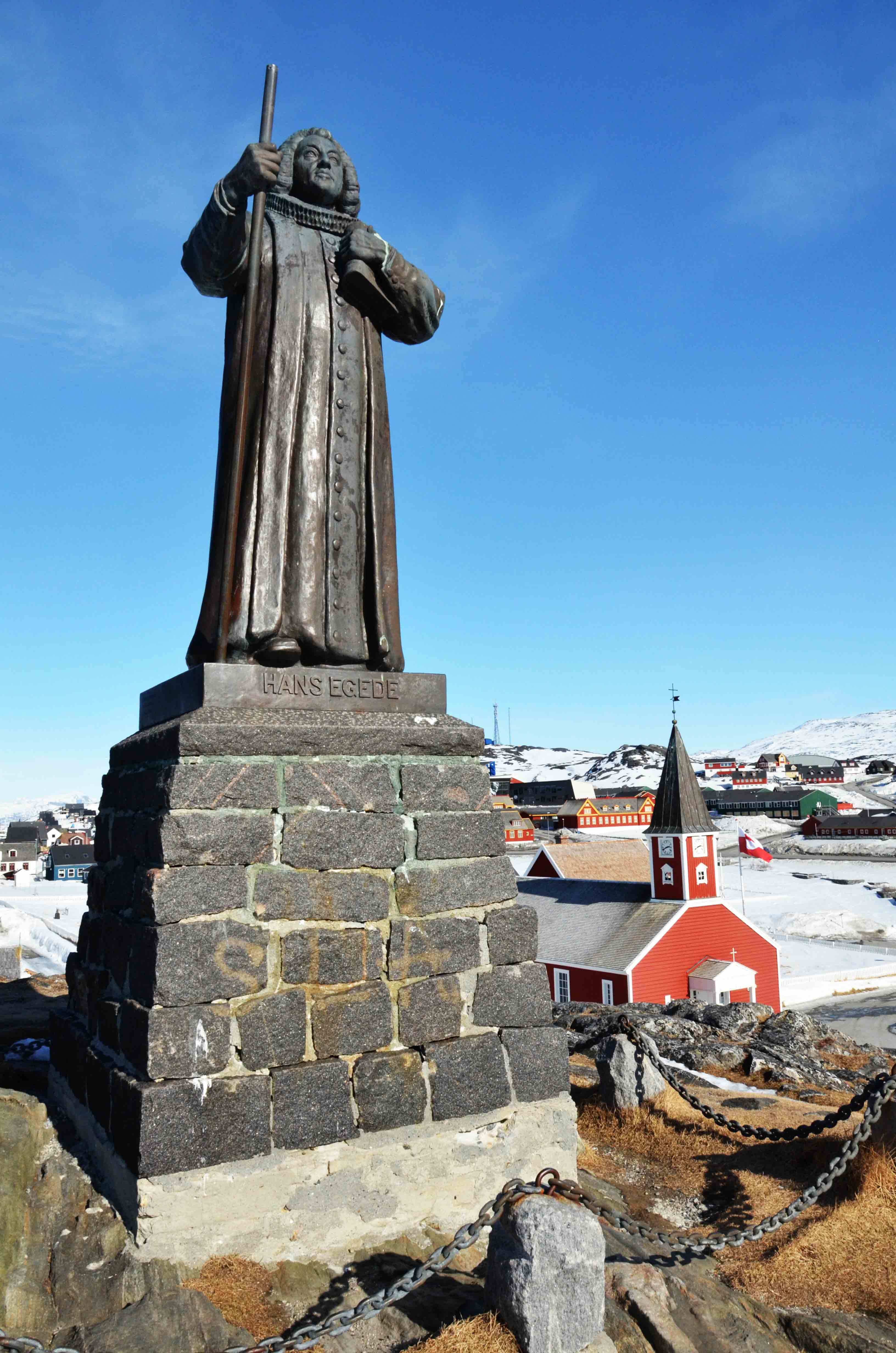
Pomnik Hansa Egedego

Pierwszymi mieszkańcami tych terenów mogli być ludzie zwani kulturą Saqqaq, którzy pojawili się na Grenlandii ponad 4000 lat temu. W dziesiątym wieku tereny położone na południe od Nuuk zaczęli eksplorować wikingowie, którzy z czasem mogli się osiedlić także na terenie dzisiejszego Nuuk. Inuici i wikingowie żyli razem na tym obszarze od ok. 1000 roku n.e.
Osada, nazwana „Dobra Nadzieja” (duń. Godthåb), założona została w 1721 lub 1728 roku przez norweskiego misjonarza Hansa Egedego, w pobliżu miejsca wcześniejszego osadnictwa inuickiego i skandynawskiego z X–XIV w. (tzw. Osiedle Zachodnie – westri-byggd). W 1979, wraz z uzyskaniem autonomii, nastąpiła zmiana nazwy na Nuuk.

## Kultura i oświata

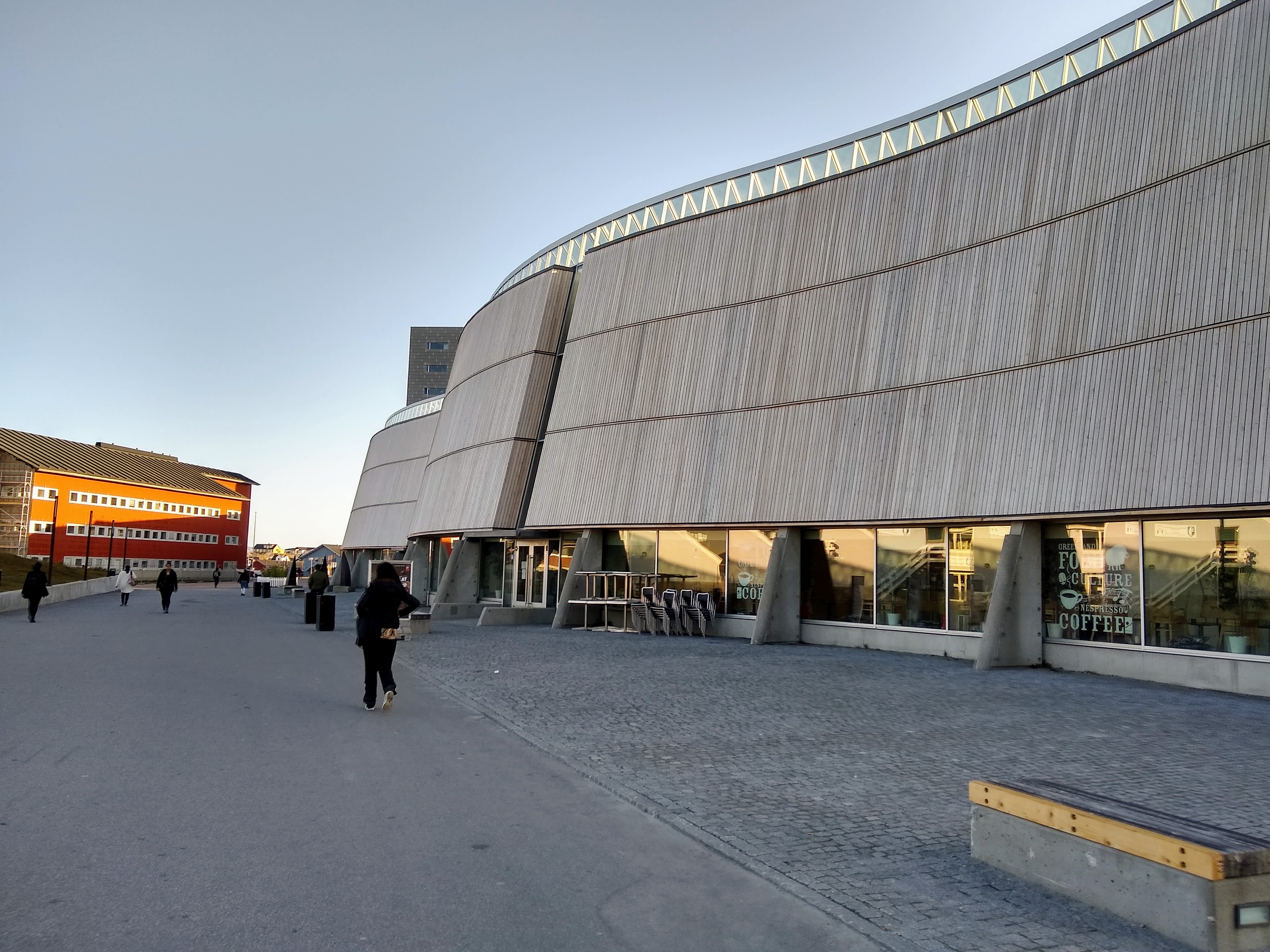
Katuaq – centrum kultury

W Nuuk znajduje się kilka szkół, w tym Uniwersytet Grenlandzki (grenl. Ilisimatusarfik), jedyny taki na wyspie. Znajduje się tu także Muzeum Narodowe Grenlandii, centrum kultury Katuaq oraz Publiczna i Narodowa Biblioteka Grenlandii.

## Populacja
Według danych oficjalnych liczba mieszkańców 1 stycznia 2023 roku wynosiła 19 604 osoby. Jest to największe pod względem liczby mieszkańców miasto na Grenlandii.
W połowie XX wieku Grenlandia utraciła kolonialny charakter, a lokalna administracja zaczęła przenosić się z Danii na Grenlandię, co spowodowało gwałtowny rozwój Nuuk. W 1965 roku liczba ludności wynosiła 4867, a w 1970 już 7478. Powstało wtedy wiele nowych bloków mieszkalnych, w tym osławiony Blok P. W pierwszej dekadzie XXI wieku powstała nowa dzielnica Qinngorput, we wschodniej części miasta.
Populacja Nuuk w latach 1994–2023:

## Transport

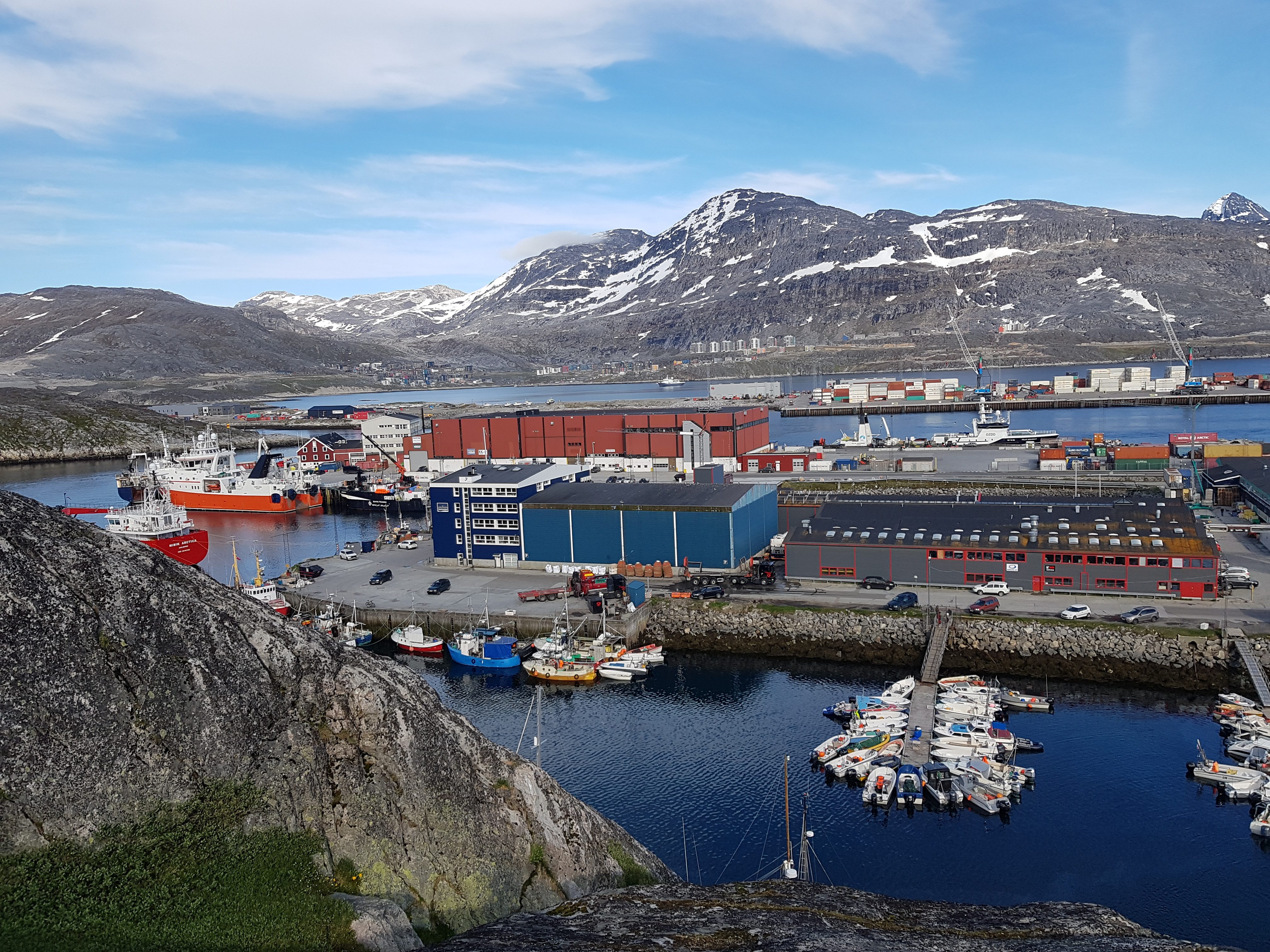
Port morski

- Powietrzny: Nuuk posiada port lotniczy skomunikowany z wieloma miejscowościami na Grenlandii. Odlatują stąd samoloty linii Air Greenland. Kursy do portu lotniczego Keflavík w Islandii obsługuje Icelandair[23].
- Morski: Żeglugę pasażerską obsługuje Arctic Umiaq Line[24].
- Drogowy: Nuuk nie jest połączone drogami z żadnymi innymi miejscowościami[10]. Autobusową komunikację miejską zapewnia Nuup Bussii[25].

## Klimat
Nuuk znajduje się na zachodnim wybrzeżu, ok. 240 km na południe od koła podbiegunowego. Według klasyfikacji klimatów Köppena panuje tam klimat tundry. Średnia temperatura w ciągu roku wynosi –1,4 °C. Najcieplejszym miesiącem jest lipiec (9,1 °C), a najzimniejszym luty (–5,8 °C). Opady w ciągu roku wynoszą 781,6 mm.

## Religia

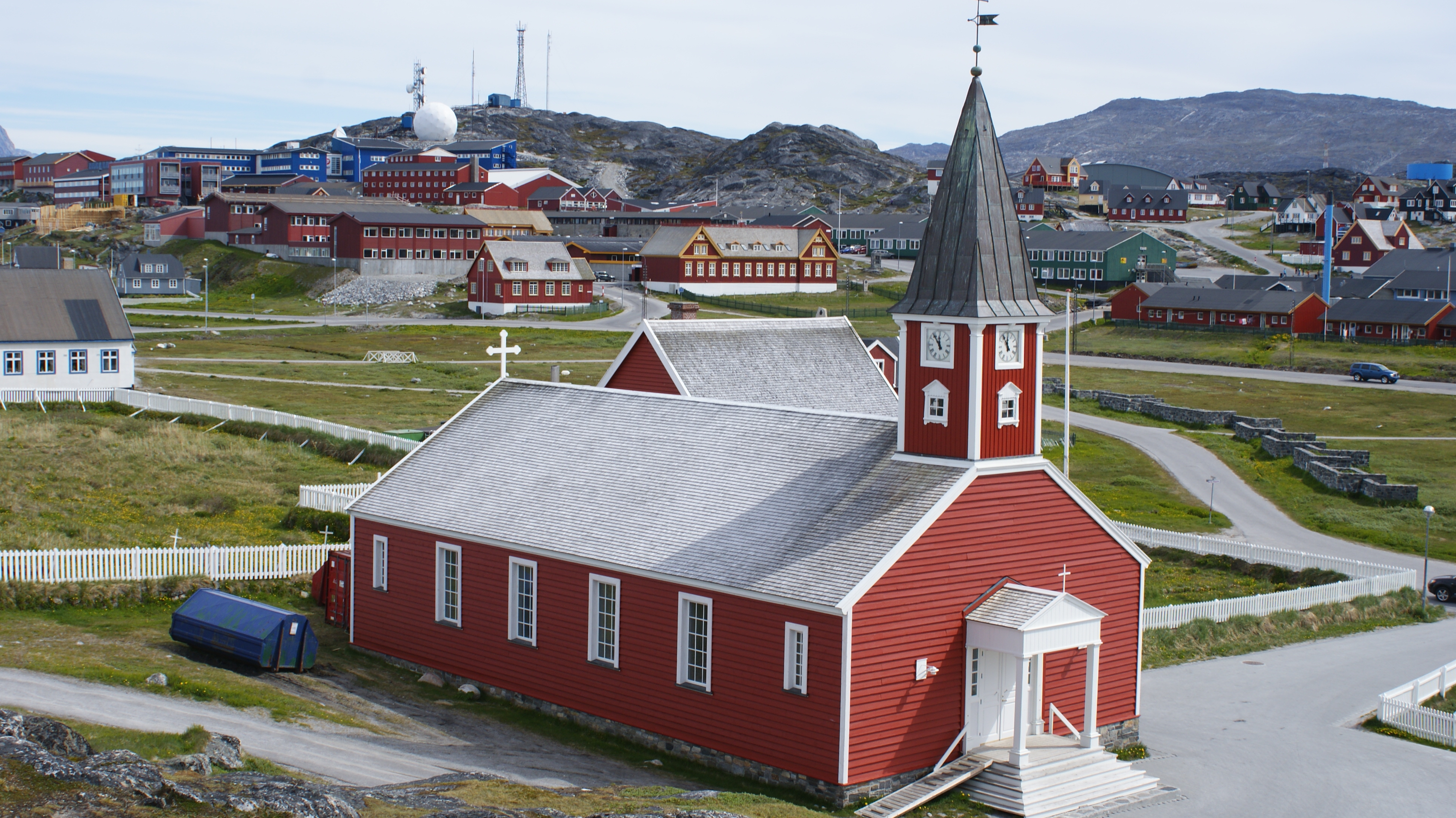
Katedra w Nuuk

W mieście znajduje się drewniana Katedra w Nuuk, pełniąca funkcję katedry luterańskiej Diecezji Grenlandii podlegającej Kościołowi Danii, a także luterański Kościół Hansa Egede.
W miejscowości funkcjonuje też katolicka parafia Parafia Chrystusa Króla podlegająca Diecezji kopenhaskiej.

## Sport
W Nuuk znajdują się kluby sportowe:
- Nuuk Idraetslag: piłka nożna (sekcje męska i żeńska), piłka ręczna
- B-67: piłka nożna, piłka ręczna, badminton
- Grønlands Seminarius Sportklub: piłka nożna, piłka ręczna
- Nuuk Biathlon: biathlon

W mieście znajduje się stadion, mogący pomieścić do 2000 osób, na którym odbywa się liga grenlandzka oraz stadion do piłki ręcznej Godthåbhallen, mieszczący do 1000 osób. Jest także trasa do narciarstwa alpejskiego z windami (różnica wysokości 300 m) na górze Lille Malene, z dolnej stacji kolejki w pobliżu terminalu lotniczego.

## Miasta partnerskie
- Aalborg, Dania
- Bocas Town, Panama
- Changchun, Chiny
- Huddinge, Szwecja
- Lyngby-Taarbæk, Dania
- Reykjavík, Islandia
- Sorong, Indonezja
- Sztokholm, Szwecja
- Tiverton, Stany Zjednoczone
- Ushuaia, Argentyna